# Saint-Urcize
Saint-Urcize é uma comuna francesa na região administrativa de Auvérnia-Ródano-Alpes, no departamento de Cantal. Estende-se por uma área de 54,3 km². Em 2010 a comuna tinha 423 habitantes (densidade: 7,8 hab./km²).